# Megaporus fischeri
Megaporus fischeri là một loài bọ cánh cứng trong họ Bọ nước. Loài này được Mouchamps miêu tả khoa học năm 1964.